# 蒙蒂·威爾金森
羅伯特·蒙塔古·“蒙蒂”·威爾金森（英語：Robert Montague "Monty" Wilkinson）是一名美國律師，曾任代理美國司法部長。現任美國檢察官執行辦公室主任。